# よこざわけい子 声優・ナレータースクール
よこざわけい子声優・ナレータースクール（よこざわけいこ せいゆう・ナレータースクール）は、声優・よこざわけい子が社長を務める声優プロダクション・「ゆーりんプロ」付属の声優養成所である。
よこざわ自身が講師を務めており、名作「天空の城ラピュタ」で主役共演した、友人で声優の田中真弓が時々教演しに訪れることでも有名である。
東京・赤坂に事務所があり、別室がレッスンルームになっている。2年制で、「声優コース」と「ナレーターコース」の2つがあり、2年目からは彼女による1対1（マンツーマン）の授業が行われ、何度でも繰り返し教える。
卒業間近になると卒業公演が行われる。卒業後に成績の優秀な者は「ゆーりんプロ」に所属でき、その後の2年間は無料でレッスンを継続して受けることができる。

## 主な卒業生
- 赤城進（6期生）
- 石村知子（1期生）
- 魚建（5期生）
- 奥田民義
- 川勝亮太郎（12期生）
- 板垣真由子（12期生）
- 木下紗華（9期生）
- 輝山新（2期生）
- 瀬那歩美（6期生）
- 乃木まこと（9期生）
- 広瀬未来（7期生）
- 藤田優一（3期生）
- 北斗誓一（4期生）
- 松島栄利子（11期生）
- 三ツ木勇気（11期生）
- 宮田幸季（1期生）
- ゆーり（3期生）